# Escut de Torres Torres
L'escut de Torres Torres és un símbol representatiu oficial de Torres Torres, municipi del País Valencià, a la comarca del Camp de Morvedre. Té el següent blasonament:
| « | Escut quadrilong de punta redona. Partit i mig truncat. Primer, en camp d'atzur quatre torres d'argent, aclarides de sable. Segon, en camp d'atzur, quatre flors de lis d'or. Tercer, en camp d'atzur tres bandes d'or. Al timbre, corona reial oberta. | » |

## Història
L'escut fou aprovat per Resolució de 24 de juliol de 2002, del conseller de Justícia i Administracions Públiques, publicada en el DOGV núm. 4.328, de 4 de setembre de 2002.
Les torres són un senyal parlant al·lusiu al nom del poble. Al costat, les armes dels Vallterra, barons de Torres Torres.
A l'Arxiu Històric Nacional es conserven les empremtes de dos segells en tinta de Torres Torres, una de l'Ajuntament i l'altra de l'Alcaldia, de 1876. Hi apareixen les armories de la vila, representades però, per només dues torres.

Segell de l'Alcaldia (AHN, 1876).
Segell de l'Ajuntament (AHN, 1876).

Aquestes empremtes van acompanyades de la següent nota:
| « | (castellà) Estos sellos, creados desde inmemorial, se usan también actualmente, y no existen antecedentes que puedan dar razón de su origen ni de que explicación pueda atribuirse a los signos que contienen. Únicamente las inscripciones de Alcaldía constitucional y Ayuntamiento constitucional de Torres Torres, se comprende son para denotar el pueblo que representan. | (català) Aquests segells, creats des immemorial, es fan servir també actualment, i no hi ha antecedents que puguen donar raó del seu origen ni de quina explicació puga atribuir-se als signes que contenen. Únicament les inscripcions d'Alcaldia constitucional i Ajuntament constitucional de Torres Torres, es comprèn, són per denotar el poble que representen. | » |